# ニュー・カダンパ・トラディション
ニュー・カダンパ・トラディション - 国際カダム派仏教連合（The New Kadampa Tradition ~ International Kadampa Buddhist Union、略称：NKT—IKBU）は、カダム派、ゲルク派より引き継がれてきた、アティーシャ、ツォンカパの伝統を継承するチベット仏教の団体。
チベット人ラマ、ゲシェ・ケルサン・ギャツォよって1991年にイギリスで創設された国際団体で、欧米ではNKTと呼ばれている。現在、世界の40カ国、200以上のセンターと900程の支部において、ゲシェ・ケルサン・ギャツォの指導の下、瞑想講習などが行われている。イギリスの法律により、1992年に教団として認可されている。

## NKT-IKBUの使命
NKT-IKBUは、仏教を学び、瞑想を教えるために、ゲシェ・ケルサン・ギャツォによって創設された。彼の教えはチベット仏教のカダム派の伝統的な純粋な教えを元としているが、現在ではチベット政府からは完全に分離している国際団体である。この組織の目的は、現代人にあった形で釈尊の教えの真髄を保持し、推進することである。NKT-IKBUの内部規則は、つねに完全に独立した（無党派的な）仏教伝統でなくてはならないこと、そしていかなる政治的な関わりも持ってはならないことを謳っている。NKT-IKBUはひとつの独立的・自律的なゲルク派グループとして創設されたものであり、チベット仏教からの派生グループであるにも関わらず、チベット亡命政府やダライラマとは一切の関わりを持っていない。

## カダンパの意味
1991年に、ゲシェ・ケルサン・ギャツォがこの団体を立ち上げるにあたり新しく選定した名称「ニュー・カダンパ」のカダンパ（カダム派）とは、11世紀のアティーシャが興し、14世紀のツォンカパが改革した、現代ではゲルク派と呼ばれる伝統のことを言う。
「カダンパ」の「カ」とは「言葉」すなわちブッダの教えを意味し、「ダム」はアティーシャのラムリムの教えを意味するといわれる。「パ」は派または伝統を意味する。この3つを統合して、カダンパとは「ブッダの教えのすべてを、ラムリムの教えに沿い修練する者たち」とされている。これは、カダム派仏教の修練者がブッダの教えの全てを、自分に与えられた実行すべき勧告として引き受けることを意味する。
NKT-IKBUの修練者たちは、自らを「カダム派仏徒」と呼ぶ。同様に道場と寺院を、それぞれ「カダム派仏教センター」「カダム派寺院」と呼ぶ。

## 現在の活動内容

### NKTの教義とゲシェ・ケルサン・ギャツォにより執筆された本
NKTの教えは、ゲシェ・ケルサン・ギャツォの教えと、彼自身によって執筆された本をベースとしており、これらの教えは、ゲルク派の創設者とされるツォンカパのテキストをベースとして執筆されている。NKTの主要実践はラムリム〔道次第〕、ロジョン（こころの修練)、ヴァジュラヤーナ〔金剛乗〕のマハームドラー〔大印契〕による無上瑜伽タントラの実践である。
NKTで使用されている全ての本は、イギリスに本部を置くターパ出版 より発行されている。
ゲシェ・ケルサン・ギャツォは、彼が出版したすべての本に対して、すべての教えはツォンカパ自身の智恵から来ており、自分自身はカセットレコーダーのようなものと述べている。また、彼が執筆した　The Stage of the Path to Enlightment （『菩提道次第』）の序論において、”わたしはこれらの教えを、わたし自身の師であり、アティーシャの化身とされたキャプジェ・ティジャン・ドルジェチャン・リンポチェ（1900年-1981年）から授かっており、よって The Stage of the Path to Enlightment の全ての教えは、わたし自身のものではなく先生からのものであるとコメントしている。
ちなみに、キャプジェ・ティジャン・ドルジェチャン・リンポチェは、50年間にわたりダライラマ14世の個人教授であり、ゲシェ・ケルサン・ギャツォの精神的指導者（ラマ）でもある。

### 学習プログラム
ゲシェ・ケルサン・ギャツォがNKT-IKBUを創設した理由を以下のように述べている。
わたしは、すべての人たちが、純粋に仏法の修行を実行して欲しいと願っているのです。知的な勉強により得られた、知識として仏法を知っていても、それが実際には実践されていないのは深刻な問題です。これはわたし自身がチベットで体験したことです。知的レベルにおいての、知識としての仏法だけでは、心の平安は訪れません。
このような理由により、NKT-IKBUではゲシェ・ケルサン・ギャツォの指導の下、体系的かつ包括的に仏法を学ぶすることを目的として、現代社会に適するとされる3つの学習プログラム（一般プログラム、基礎プログラム、教師訓練プログラム）が行われている。NKT-IKBUの修練者は、これらの教えは純粋なツォンカパの法統であると信じている。

### 主な修練の内容
NKT-IKBUは顕教(スートラ）の教えと密教（タントラ）の教えを主な修練として、ラムリム（菩提道次第論）を柱としており、伝統的なラムリムの主題である「人間の可能性に気づく」「死と無常」「カルマ（業と因果）」「輪廻世界は概して厭うべきものである」「帰依をする」「自他を平等にして入れ替える」「生きとし生きるものへの慈悲」「菩提心」「空の理解」「上師（ラマ）を正しく信頼し、よりどころにする」など、少士、中士、大士の修練からなる21種類の瞑想を中心としている。ヘールカ〔憤怒尊〕、ヴァジュラヨーギニー〔金剛喩伽女〕（ダーキニー〔空行母〕）の無上瑜伽タントラの灌頂が2年に一度行われている。
ツォンカパとドルジェ・シュクデンの修練は日々行われているが、これらの修練だけでなく、虚空蔵菩薩、憤怒尊、金剛喩伽女、多羅菩薩、文殊菩薩、阿弥陀如来などの儀式も定期的に行われており、これらはすべて、ゲシェ・ケルサン・ギャツォ監修の下で英訳されたサーダナ〔成就法〕を使用して行われている。

### インターナショナル・フェスティバル
NKTでは毎年のイベントとして春、夏そして秋に大きな会合が開催されており、イギリスを中心とした世界各地で行われている。このフェスティバルには毎年約2000から6000もの信者が世界中から集まる。

## ゲシェ・ケルサン・ギャツォ
NKT-IKBUの創設者であり、霊的指導者として、NKTの修行者から「ゲシュラ」という愛称で呼ばれている。1931年にチベットで生まれ、8歳の時に僧となる。ジャムパリンと呼ばれる、彼の生まれた地方の寺院とタシルンポの寺院の大学でゲシェの訓練を学習し、２つの試験に合格。後にラサ近くのセラジェ寺院に入り、そこでさらにゲシェの訓練を深める。チベットを離れた後は、18年間にわたるインド、ヒマラヤでの修行の末、1976年にラマ、トゥプテン・イェシェより、ゲシェ・ケルサン・ギャツオの師である、キャプジェ・ティジャン・ドルジェチャン・リンポチェを通してイギリスのアルバストンのマンジュシュリ研究所（現在はマンジュシュリ・カダム派瞑想センター）に招待され、1976年から1987年まで一般プログラムを教えていた。
1987年、スコットランドのターパランド（Tharpaland）で3年間の隠棲修行に入り、5冊の本を執筆してNKT-IKBUの基礎を設立した。

### 法統
NKT-IKBUは以下のように、1から8までにつながる相承系譜を紹介している。
1. 釈迦牟尼仏→
2. 執金剛神→
3. 文殊菩薩→
4. アティーシャ→
5. ツォンカパ→
6. パボンカ・リンポチェ→
7. キャプジェ・ティジャン・ドルジェチャン・リンポチェ→
8. ゲシェ・ケルサン・ギャツォ

## チベット政府との関係
ゲシェ・ケルサンは、彼の師である、キャプジェ・トリジャン・ドージーチャン・リンポチェからの純粋な系統を守るという事に一貫しているため、ドルジェ・シュクデンの修練は、すべてのゲルク派に引き続がれるべきだと信じている。しかし一方、ダライラマ14世は、同じキャプジェから教わっているにも関わらず、この修練を終焉させようとしている。しかしながら、NKTは、チベットの政治からはまったく独立した仏教の組織であるため、現状においては、ダライラマでさえも、NKTがどのように構成されていて、また、何を教えて、何を修練すべきかについて指導をする権限をもっていない、としている。
この件に関して、ゲシェ・ケルサン・ギャツォは　1995年のNKTフェスティバルにおいて、”ゲルク派の堕落は深刻なものである。”と述べている。そして、”もし、ダライラマがドルジェ・シュクデンの修練を破壊することに成功すれば、ゲルク派の伝統も、すべて破壊されるであろう。”と述べている。また、”もし、ドルジェ・シュクデンの修練が害を及ぼすものであるとすれば、パポンカ・リンポチェの権威を否定することになりキャプジェ・トリジャン・リンポチェ（ダライラマ14世の個人教師）も本物ではなかったという事になる。彼ら3人のリンポチェは、近年のゲルク派においては最も重要とされたラマであり、もし、彼ら3人が間違ったことを教えていたとすれば、ゲルク派のすべての伝統は妥当ではなかったことになり、この部分は、明確にされるべきところだ。”と述べている。
このような事があり、1996年、ゲシェ・ケルサン・ギャツォは、チベット政府と、セラ寺より追放された。セラ院からの追放の手紙には、”ダライラマに関する対外的な批判は、受け入れることができない。”と記載されている。
ドルジェ・シュクデンの修練に関連する事としては、ゲシェ・ケルサン以外にも、何百という僧がチベットの寺院から追放されている。　セラ寺とガンデン寺の層の中にも、シュグデンの禁止に対して静かなる抗議を行ったものが多数存在したが、彼らも　”寺院に対する誓いと、服従に従わなかった。”として、追放されている。

## ダライラマとの関係
ダライラマとの関係については、New Kadampa Truthより、以下のコメントを出している。
”多くの人は、NKTはダライラマの教団から分裂したといっているが、元から彼は、NKTの精神的指導者ではなかった。ダライラマはチベットの政治的なリーダーではあるが、チベット仏教の4宗派すべての長ではなく、また、大乗仏教教団すべての長でもない。よって、分裂という表現は適切ではなく、事実でもない。一般的には、ダライラマは、チベットの民にとって、宗教的、そして、政治的な神権皇帝のように考えられているが、大乗仏教の神髄となる教義においては、修行者は、自身のグルつまり精神的指導者を自由に選ぶことができる。仏教界には、ローマ教皇は存在しない。”
”NKTはダライラマがシュグデンの修練を禁止したことに反対しているが、ダライラマ個人を敵視していない。”
”NKTとゲシェ・ケルサンは、チベットの政治には興味をもっていない。”
”ダライラマは元々ゲシェ・ケルサンの師ではなく、よって、ダライラマに対する如何なる誓約をも破ってはいない。”
一方、ダライラマ14世は、”私がなぜシュグデンへの崇拝に反対しているか”という理由を、すでに詳細なソースを元に説明している。 Collection of Advice regarding Shugden, FPMT official website, retrieved 2008-12-04　
”シュグデンの修練をしている人たちはわたしの友人ではない””シュグデンの修練者は、私が授ける、カーラチャクラの灌頂に参加しないように”という声明を出している。

## NKT-IKBUとチベット仏教
ゲシェ・ケルサンは、インドとチベットの仏教の代弁者としての地位からは完全に外されてはいるが、NKTという組織が、ダライラマからの政治的、または聖職的な権限をまったく受け入れる必要がないということを勘案すると、NKTがチベット当局に対し、なんら劣った存在であると言えないのが現状である。
そして、NKTは、彼らの組織を、『チベット仏教』とは表現せず、『チベットとの歴史的なつながりを持つ大乗仏教』と表現しており、ここには、修練者達が、チベットの文化や習慣を勉強しなくても、それぞれの国の文化や社会に合わせて仏法、つまり仏陀の純粋な教えを勉強することができるようにという望みが込められている、と言われている。
自組織を”純粋なチベット系統”と表現している一方で、”チベットの仏教、文化、そして政治からの完全に分離、独立した立場にあるという矛盾点に関しては、”ツォンカパの純粋な系統ということと、チベット仏教ではないということには、まったくの矛盾はなく、これは、ロシアで生まれた子供がアメリカにわたり、後になって”自分はアメリカ人で、ロシア人ではない”と表現するのと同じである、という見解を示している。

## ドルジェ・シュグデン論争
NKTの真髄となっている修練には、ツォンカパのグルヨーガ〔上師喩伽〕と並んで、イダム〔守護尊〕としてのドルジェ・シュクデンの修練があり、この修練は、ゲシェ・ケルサン・ギャツォのグルである、キャブジェ・ティジャン・ドルジェチャン・リンポチェによって彼に伝授された。
よって、NKTの修練者にとってのドルジェ・シュクデンとは、ツォンカパであり、マンジュシュリー〔文殊菩薩〕であり、これらと同じ地位とされている。 よって、ダライラマ14世が、チベット亡命政府において、この修練を『禁止』したことに対して論戦が沸き起こった事は、なんら驚かされる出来事ではない。
そして、インドにおいて禁止された、ドルジェ・シュクデンの修練を復活させるための結束行為として、何百というNKTのメンバーが、ウェスタン・シュグデン・ソサエティ（Western Shugden Society）　に参加し、ダライラマの”明白な禁止命令”に抵抗している。
ゲシェ・ケルサンは、この”政治的”な”禁止命令” を、『正当な修練に対しての、理にかなわない、余計な干渉』と考えており、 彼の弟子たちもまた、ダライラマの行動を、馬鹿げた問題だと考えている。
一方、ダライラマは、シュクデンの修練を望まない理由として、以下の3つをあげている。
1．チベット仏教が、心霊崇拝となり堕落してしまう危険性：
チベット仏教は元来、古代より引き継がれた権威のある偉大なインドの寺院にして大学、ナーランダー僧院から進化したものであり、この伝統は、仏教の完全な形であると、しばしばダライラマ14世が描写しているところである。それはナーガルージュナ〔龍樹〕、アサンガ〔無著〕、ヴァスバンドゥ〔世親〕、ディグナーガ〔陳那〕やダルマキールティ〔法称〕といった、偉大な仏教の師たちの哲学として、神霊的なものとして、そして精神的洞察として発展して、仏陀の元来の伝統を具現化している。8世紀はじめにチベットで仏教を定着させた偉大な哲学者であり、論理学者であったシャーンタラクシタは、哲学的な探求と批判的な分析はとても重要な特質であるとしている。
一方、シュクデン（ShugdenまたはDolgyal）は、元をたどれば一介の土地神が護法尊とされたものである。護法尊とは、仏法やそれを学ぶ人々を、欲望や誘惑、さらには悪魔などの仏敵から守る存在であり、人よりは霊的に上位であるものの、仏や菩薩、天部にもおよばない低級存在である。シュクデン修練の問題点は、その護法尊にすぎないシュクデンを、仏そのものより重要なものとして昇格させようとしていることである。もしこの傾向が見直されないまま引き継がれ、人々がカルトのような修練に魅了された場合の危険性は、豊かな伝統としてのチベット仏教が、ただ単に、心霊をなだめるものへと衰退して行く事であろう。
2.非派閥主義に対しての障害：
ダライラマ14世がしばしば述べる重要な声明として、異教徒間の理解と調和がある。その中の彼の努力の1つとして、非派閥主義をチベット仏教の各宗派（流派）に推奨している。ダライラマ14世は特にダライラマ5世と、ダライラマ13世の方針に従おうとしている。これは、全てのチベット仏教の宗派（流派）において、チベットの伝統にダメージを与えうる派閥主義を、お互いに起こさせないための行動であり、最適な保護手段である。シュクデン崇拝と派閥主義という観点において、シュクデンの修練は、チベットの仏教の伝統において、派閥性がない精神を促進することに対する基本的な障害である。
3.特にチベット社会の健全な幸福にとっての不適切性：
シュクデンを供養する事は、チベットの人々の今ある困難な状況を考えると特に厄介である。原典的な、そして、歴史的な調査により、シュクデンがダライラマ5世とその政府に対する敵対心から現れたと論証されている。17世紀のチベットにおいて、霊的、世俗的なリーダーとして崇められていたダライラマ5世は、個人的にシュクデンを「間違った方向に導く邪悪な霊であり、人々にとって、そして、チベット政府にとって有害なものである」と非難していた。ダライラマ13世と、当時崇拝されていたチベットの高僧たちも、シュクデンの修練に対して強く反対していた。よって、今のチベットの状況、特に政治的・軍事的に抑圧されつづけ、共同体としての団結が最重要課題であるチベットの人民のことを考えると、議論の多いシュクデンの修練は適切ではない。
この3つの理由により、ダライラマ14世は、シュグデンの修練問題に対して、今一度注意深く考えられるようにと支持者達に強く勧めている。また彼は、仏教リーダーとして、チベット人民を愛する特別な思いから、この種の有害な心霊崇拝に対しての意見を発言するのは彼の責務であると声明している。ダライラマ14世のアドバイスに従うのか従わないのか、それは個人個人の問題であるが、ダライラマ14世はこのシュクデン修練に強い拒否感をもっているため、シュクデンの霊をなだめるものは、ダライラマ14世の宗教的な教えには参加しないように要求しており、これは、ダライラマ14世をグルとしている人たちへの、伝統的な師と弟子の関係の確立ということである。としている。#* Collection of Advice regarding Shugden
ちなみに、この論争が大きく表面化したことにより、シュクデン修練がNKTにとっての主な修練だと思われがちだが、これに対しては『New Kadampa Truth』にて、以下のように説明している。
”他の仏教の伝統と同じように、NKTの主となる修練は、三宝、つまり、ブッダ（仏）、ダルマ（法）、サンガ（僧）への帰依である。他の大乗仏教の伝統と同じように、NKTの主な修練は、菩提心を起こす事である。NKTの修行者は、ツォンカパの経典に従った密教（タントラ）を修練しているという理由から、菩提心が悟りとして成就するために、グル(精神的指導者)、イダム（ Yidam 、密教行者の個々人を守る本尊）、護法尊（上述。守護神）を頼りにしている。これら3つは、ツォンカパが説明しているように、三宝の現れである。我々のメインとなる護法は、智恵のブッダであるシュクデンである。我々はまた、パルデン・ラモ〔吉祥天〕、マハーカーラ〔大黒天〕、キンカラ〔兢羯娑薬叉〕、カーラルーパ（文殊菩薩の化身）といった護法善神も頼りにしている。ツォンカパの純粋な伝統と、特にガンデン寺からの口伝による系統（the Ganden oral lineage）を支えようとする者達にとっては、シュクデンに頼ることはとても重要であるが、シュクデンの修練がNKTの主な修行ではない。”と答えている。
このようなことがあり、欧米のマスメディアでは、NKTとダライラマとの関係や、シュグデン論争との関わり合いにより、NKTに対して”議論の多い宗教組織”という反応をしているが、ロバート・ブルック（Robert Bluck、British Buddhismを著した、英国の作家）は、『NKTの修練者たちの確固とした自信が、外から冷淡に観察しているものにとっては独断的に見られがちだが、バランスのとれたアプローチが必要。』と述べている。